# Karolina Wallström
Karolina Maria Wallström, född 15 september 1967 i Längbro församling, Örebro län, är kommunalråd för Liberalerna i Örebro kommun. Hon tillträdde uppdraget 1 maj innan valet 2014 för dåvarande Folkpartiet (FP).
Karolina Wallström började som fritidspolitiker för att hon engagerade sig i skolfrågor i Glanshammar strax efter millennieskiftet. Hon blev snart politisk sekreterare för Folkpartiet i Örebro kommunfullmäktige, och skolpolitisk talesman för Folkpartiet, som sedan blev Liberalerna.
Inför valet 2014 var hon föreslagen som andra namn på kommunvalsedeln av valberedningen efter Staffan Werme. Under nomineringsmötet föreslogs hon som första namn och vann nomineringen. Staffan Werme valde att avgå på våren och han ersattes då av Karolina Wallström, redan innan valet.